# Juana Molina
Juana Rosario Molina (Buenos Aires, 1º ottobre 1962) è una cantautrice e attrice argentina.

## Discografia

### Album
- 1996 - Rara
- 2000 - Segundo
- 2002 - Tres cosas
- 2006 - Son
- 2008 - Un día
- 2013 - Wed 21
- 2017 - Halo

### Raccolte
- 1991 - Juana y sus hermanas
- 2002 - A○○B (con Alejandro Franov)

## Filmografia parziale
Televisione
- Gasalla (1988)
- El mundo de Gasalla (1990)
- Juana y sus hermanas (1991)
- La banda de Mozart (1995)
- Nico (1995)
- Tiempo final (2001)